# Pycnopygius
A Pycnopygius a madarak osztályának verébalakúak (Passeriformes) rendjébe és a mézevőfélék (Meliphagidae) családjába tartozó nem.

## Rendszerezésük
A nemet Tommaso Salvadori olasz ornitológus írta le 1880-ban, az alábbi 3 faj tartozik ide:
- bülbülmézevő (Pycnopygius ixoides)
- márványos mézevő (Pycnopygius cinereus)
- vonalkázottfejű mézevő (Pyncopygius stictocephalus)

## Előfordulásuk
Új-Guinea szigetén honosak. Természetes élőhelyeik a szubtrópusi és trópusi síkvidéki esőerdők, szavannák és cserjések.

## Megjelenésük
Testhosszuk 18-22 centiméter közötti.

## Életmódjuk
Gyümölcsökkel és nektárral táplálkoznak, de valószínűleg kisebb ízeltlábúakat is fogyasztanak.